# Los Santos de la Humosa
Los Santos de la Humosa är en kommun i Spanien. Den ligger i den autonoma regionen Madrid, i den centrala delen av landet, 40 km öster om huvudstaden Madrid. Antalet invånare är 2 785 (2024).